# Okonin (powiat grudziądzki)
Okonin – wieś w Polsce położona w województwie kujawsko-pomorskim, w powiecie grudziądzkim, w gminie Gruta.

## Podział administracyjny
W latach 1975–1998 miejscowość należała administracyjnie do województwa toruńskiego.

## Demografia
Według Narodowego Spisu Powszechnego (III 2011 r.) wieś liczyła 448 mieszkańców. Jest piątą co do wielkości miejscowością gminy Gruta.

## Drogi wojewódzkie
Przez wieś przechodzi droga wojewódzka nr 534.

## Historia i zabytki
Wieś otrzymała przywilej lokacyjny od krzyżackiego mistrza krajowego Konrada von Thierberg w 1280 r., potwierdzony w 1325 r. Należała do komturstwa w Pokrzywnie, od 1416 r. do wójtostwa w Rogóźnie, po 1454 r. do starostwa pokrzywieńskiego.
Parafia rzymskokatolicka powstała prawdopodobnie około 1325 r. Kościół pw. św. Kosmy i Damiana, wzniesiony w połowie XIV w., jest budowlą ceglaną, gotycką, o salowym wnętrzu, z masywną wieżą od północy. Został przebudowany i podwyższony z fundacji Jana Działyńskiego przed 1640 r. po zniszczeniu podczas I wojny szwedzkiej (1626-1629). Najcenniejszym zabytkiem świątyni są gotyckie malowidła ścienne z około 1390 r. (co należy do rzadkości w wiejskich kościołach ziemi chełmińskiej), z postaciami jego patronów, apostołów oraz Zwiastowanie, św. Marcin i św. Jerzy (część widoczna jest ponad późniejszym stropem, na ścianach szczytowych na strychu). Zachowała się też malarska dekoracja wnęki sakrarium. Są prawdopodobnie dziełem mistrza, który wykonał malowidła w Kościele Mariackim w Toruniu i powstały z fundacji członków konwentu krzyżackiego w Pokrzywnie. Późnomanierystyczny ołtarz główny, ambona i chrzcielnica pochodzą z czasów odbudowy w XVII w., ołtarze boczne z początku XVIII w.
Kościół wpisany jest do rejestru zabytków NID pod nr rej. A/379 z 27.06.1930.

## Filmy realizowane w Okoninie
- Samochodzik i templariusze – serial telewizyjny, rok produkcji: 1971, premiera: 1972, reżyseria Hubert Drapella